# Snyder Rocks
Snyder Rocks är en kulle i Antarktis. Den ligger i Östantarktis. Australien gör anspråk på området. Toppen på Snyder Rocks är 9 meter över havet.
Terrängen runt Snyder Rocks är platt österut, men åt sydväst är den kuperad. Havet är nära Snyder Rocks åt nordost. Trakten är obefolkad. Det finns inga samhällen i närheten.